# SNR G353.6-00.7
 (mars 2025).
Améliorez-le ou discutez des points à vérifier. 
SNR G353.6-00.7 (également désigné HESS J1731-347) est un rémanent de supernova situé dans la direction de la constellation australe du Scorpion. Il a été découvert par W. W Tian et al. en 2008. D'après la mesure la plus précise de sa distance, environ 3,2 kpc (∼10 400 al), il serait localisé dans le bras galactique Écu-Croix ou Règle-Cygne.
En octobre 2022, une équipe de scientifiques allemands publie un article scientifique concernant le rémanent dans la revue scientifique Nature. Ce dernier évoque une mesure de masse sur le pulsar situé au centre du rémanent et la possibilité que ce pulsar soit une étoile étrange, la première identifiée à ce jour. La mesure de masse effectuée sur l'objet est bien trop faible pour que l'évolution stellaire de son étoile progénitrice la fasse évoluer en étoile à neutrons ; la valeur observée suggère que l'étoile progénitrice aurait dû former une naine blanche. L'équipe allemande a donc soupçonné que le pulsar observé était une étoile étrange et le problème de masse serait donc expliqué par l'état physique du cœur de l'étoile,.

## Morphologie
SNR G353.6-00.7 est un jeune rémanent (âge estimé entre 2,4 et 9 000 ans) qui présente une structure en coque, non thermique en rayons X et en rayons gamma. La morphologie de partie ouest de SNR G353.6-00.7 suggère que sa structure en expansion entre en contact avec un nuage moléculaire environnant. 

## Source à haute énergie
SNR G353.45-0.68 fait partie d'une classe de rémanent assez rare ; il a d'abord été détecté comme une source intense de rayons gamma, s'en est suivit la détection de sa contrepartie en onde radio. Seul 6 autres rémanents appartiennent à cette classe. Cette source de rayons gamma trouve son origine dans l'accélération de particules par l'onde de choc d'une supernova ; les particules gagnent de l'énergie en traversant les ondes de choc produite par les supernovas car elles interagissent avec la structure turbulente du champ magnétique du choc. Ce gain d'énergie est cumulatif, et la particule peut être accélérée à des vitesses relativistes.

## Étoile à neutrons

### Étoile étrange
L'objet compacte central de SNR G353.6-0.7, est un objet très particulier ; beaucoup d'observations montrent un profil très clair d'étoile à neutrons. Cependant, les mesure de masse, de rayon et refroidissement montrent des valeurs incompatibles avec les modèles standard concernant ce type d'objet ; les trois affichent un objet trop petit, trop léger et refroidissant beaucoup trop lentement pour qu'il puisse s'agir d'une étoile à neutrons classique. La masse minimale admise pour ce type d'objet est de 1,17 M☉, en dessous de laquelle l'étoile progénitrice ne peut tout simplement pas former ce type d’objet compact. Pourtant, cet objet à une masse inférieure à 1 M☉.
Il a ainsi été proposé que cette étoile à neutrons soit une étoile étrange, ce qui permettrait d'expliquer les valeurs observées. Les étoiles étranges sont un type d'étoiles à neutrons imaginé en 1965 dont les noyaux sont composés de quarks étranges déconfinés. Elles seraient des étoiles à neutrons classique en apparence dont la masse volumique serait différente.
En 2024, des astrophysiciens ont développé un modèle d'étoile étrange correspondant parfaitement à l'objet compacte central de SNR G353.6-0.7. Il permet de théoriser que ce refroidissement très lent de l'étoile à neutrons pourrait être causé par la formation de lacunes dans la matière étrange, qui supprimerait le refroidissement rapide. Ce même modèle prédit que des étoiles étranges du même type pourraient être formées à partir d'étoiles progénitrices dont la masse est contenue entre 8 et 10 M☉. Si la matière étrange n'est pas déjà présente dans l'étoile à neutrons lors de formation, celle-ci pourrait être produite lorsque le noyau, si riche en hadrons étranges, subit une forte augmentation de sa pression interne, créant ainsi des hypérons.
Cette augmentation pourrait connaitre plusieurs origines : l'accrétion, la fusion d'étoiles à neutrons et les supernovas à effondrement de cœur. Dans tout ces scénarios, la densité des hypérons atteint une valeur critique au-dessus de laquelle la nucléation thermique permet la transition de bulles de matière étranges. Dans le cas de l'objet compacte central de SNR G353.6-0.7, le modèle suggère que la supernova de type II est l'origine la plus probable de la matière étrange dans l'étoile.

### Caractéristiques
L'objet compacte central de SNR G353.6-0.7 est une étoile à neutrons d'un rayon de 10,4+0.86
−0.78km, d'une masse allant de 0,7+0.20
−0.17 à 1,4 M☉, d'une température effective de 2,3 × 106 K et son âge est estimé entre 2,4 et 9 000 ans. Plusieurs modèles basés sur les caractéristiques environnantes du rémanent suggèrent que le progéniteur de avait une masse de 20 à 25 M☉. De plus, les bords de la coquille du rémanent montrent que l'espace environnant avait déjà était soufflé par des vents stellaires : l'étoile progénitrice a connu une forte phase d'activité lors de son passé, indiquant qu'elle était soit une géante rouge, soit une étoile de Wolf-Rayet.
Également, elle ne présente aucune pulsation, et il est théorisé que son émission provient ainsi de la surface entière de l'étoile, du moins une une fraction significative de celle-ci. Si c'est le cas, les particularités du spectre X de l'étoile peuvent s'expliquer par la présence d'une fine couche de carbone à la surface de l'étoile, formée après des processus de nucléosynthèse et de refroidissement rapide. Cependant, cette interprétation est sujette à débat ; le modèle de la couche de carbone stipule que la surface représente l'entièreté de la zone émissive, expliquant l'absence de pulsation. Mais une atmosphère faite d'hydrogène avec des taches stellaires combiné avec un alignement particulier entre l'axe de rotation de l'étoile à neutrons et notre ligne de visée, pourrait également expliquer l'absence de pulsassions.